# Labidostomis decipiens
Labidostomis decipiens is een keversoort uit de familie bladkevers (Chrysomelidae). De wetenschappelijke naam van de soort werd in 1837 gepubliceerd door Franz Faldermann.